# Маријан Вајда
Маријан Вајда (слч. Marián Vajda, Повашка Бистрица, 24. март 1965) је бивши словачки тенисер и тениски тренер.

## Каријера
Вајда је учествовао на ОИ у Барселони 1992. године где је елиминисан у првом колу. Његов најбољи пласман на АТП ранг листи је 34 место.
Био је капитен словачке Дејвис куп репрезентације и Фед куп тима. Од јуна 2006. до маја 2017. године Вајда је био тренер српског тенисера Новака Ђоковића, почетком 2018. године Новак је вратио Вајду у свој стручни штаб. Током њихове сарадње, Новак је освојио преко 80 трофеја и 20 гренд слемова, а више од 350 недеља је био светски број један што је рекорд свих времена.
После великог успеха са српским тенисером, освојио је награду за најбољег тренера од стране Олимпијског комитета Србије за 2010. и 2011. годину. Године 2018. проглашен је од стране АТП за најбољег тренера.

## Титуле
Победник АТП турнира у синглу :
- 1987. године у Прагу
- 1988. године у Женеви

## Приватно
Ожењен је и има две кћерке, Николу и Наталију, обе су тенисерке.